# Graf van Jan III van Polanen
Het graf van Jan III van Polanen (Bredase telling: Jan II van Polanen, 1340-1394) lijkt erg op dat van zijn vader, Jan II van Polanen (Bredase telling: Jan I van Polanen, circa 1325-1378). De graven liggen tegenover elkaar in de Grote Kerk aan de Grote Markt in Breda.
De overledene ligt op een sarcofaag in een nis in de muur van de kooromgang. Hij is hiernaartoe verplaatst bij de uitbreiding van de kerk in het begin van de 16e eeuw, toen de kooromgang werd gebouwd, samen met de huidige Prinsenkapel aan de noordzijde en de Niervaartkapel aan de zuidzijde van de kerk.
Hij heeft ook een baldakijn boven zijn hoofd. Op de rand van de dekplaat staat geschreven: de 11e van de oogstmaand (augustus), 1394. Daarachter staat een vuurspuwende draak, symbool van de duivel.
Het grafmonument is bij de Beeldenstorm verschrikkelijk vernield. Aan de bronzen haken zaten vroeger grafversierselen vast.
Bij opgravingen is ontdekt dat Jan III van Polanen een beursje van rood fluweel met daarin drie muntjes op zijn borst droeg.
Jan III van Polanen liet het kasteel van Breda waaraan zijn vader was begonnen verder afbouwen.